# Дорогостайский, Кшиштоф Николай
Кшиштоф Николай Дорогостайский (2 марта 1562 — 3 августа 1615) — государственный и военный деятель Великого княжества Литовского. Стольник великий литовский (1588—1590), кравчий великий литовский (1590—1592), подчаший великий литовский (1592—1596), маршалок надворный литовский (1596—1597), великий маршалок литовский (1597—1615). Поэт, писатель и доктор медицины.
За военные заслуги получил титул барона Священной Римской империи. Владел Дорогостаями на Волыни, Мурованой Ошмянкой в Виленском воеводстве.

## Биография
Представитель шляхетского рода Дорогостайских герба «Лелива». Старший сын воеводы полоцкого Николая Николаевича Дорогостайского (ок. 1530 — 1597) и Анны Войны. Староста волковысский, шарашовскай, велёньский, мстибовский, навамлынский, дюнемундский, арендатор яловский и куриловский.
Воспитывался в кальвинизме. Получил домашнее образование, затем учился в гимназии Яна Штурма в Страсбурге и Фрибург-Брызговской академии, где получил степень доктора медицины.
Добровольцем вступил в армию Священной Римской империи и участвовал в военных действиях в Нидерландах. Путешествовал по Европе, предпочитал Италию, где стал почетным гражданином Венеции. Подружился с некоторыми известными представителями политической элиты европейских стран. Помогал принцу Генриху Оранскому в военных действиях против испанцев.
После возвращения на родину Кшиштоф Николай Дорогостайский принял участие в Ливонской войне с Русским государством. Во главе собственной хоругви сражался в войсках своего отца, воеводы полоцкого Николая Дорогостайского.
После смерти короля Речи Посполитой Стефана Батория (1586) Кшиштоф Дорогостайский некоторое время входил в промосковскую политическую партию, 9 августа 1587 года в городке Окунево под Варшавой вместе с сенаторами ВКЛ вел переговоры с московскими послами об избрании на престол Речи Посполитой русского царя Фёдора Иоанновича и образовании унии трёх государств: Польского королевства, Великого княжества Литовского и Русского государства.
В 1588 году Кшиштоф Дорогостайский получил во владение староство волковысское и должность стольника великого литовского. На сейме 1589 года К. Дорогостайский был избран депутатом для заключения договора с императором Священной Римской империи. На сейме 1590 года он как посол виленский энергично добивался заключения мира с Москвой и протестовал от имени литовцев против установленных налогов. В апреле 1590 года был назначен кравчим ВКЛ. Поддерживал проавстрийскую политику польского короля Сигизмунда III Вазы, чем получил симпатию двора, способствовал заключения брака короля с Анной Австрийской, за что в 1592 году получил должность подчашего великого литовского. Между тем большинство шляхты была недовольна браком Сигизмунда III Вазы с австрийской принцессой, усмотрев в этом оскорбление национальной гордости. В 1592 году протестантская партия во главе с Яном Замойским создала инквизиционные комиссию по рассмотрению действий короля. Положение Сигизмунда III на инквизиционные сейме было очень шатким, но ему помогло вмешательство православных магнатов с Украины во главе с воеводой киевским Константином Острожским. Криштоф Дорогостайский был послом на инквизиционные сейме, одним среди немногих сторонников Сигизмунда III. В 1594 году был избран от Волынского воеводства депутатом на Коронный Трибунал в Люблине.
Политическая деятельность К. Дорогостайского в пользу королевского двора нисколько, однако, не помешала его популярности среди шляхты благодаря непоколебимой позиции в защите свобод протестантов. Так, хотя на сейме 1595 года он поддерживал короля, однако писал к гетману великому литовскому Христофору Радзивиллу Перуну, что борется при дворе за лучшее положение для протестантов в Речи Посполитой. На сейме 1596 года Кшиштоф Дорогостайский был маршалом посольской избы, и сразу после этого получил должность маршалка надворного литовского. Возможно, король хотел присоединить кальвиниста К. Дорогостайского к католичеству, поэтому требовал, чтобы Христофор Дорогостайский сопровождал его в паломничестве к Ченстохове. Дорогостайский пытался увернуться, но под давлением двора все же поехал. В Ченстохове он возмущался культом Богоматери, видя в нём идолопоклонство. Впрочем, паломничество К. Дорогостайскому окупилось, так как сразу после неё стал маршалом великим литовским (1597), несмотря на возражения Святого Престола и католиков.
В 1597 году скончался воевода полоцкий Николай Дорогостайский, отец Кшиштофа. В наследство ему родовые имения Дорогостаи на Волыни и Мурованая Ошмянка в Виленском воеводстве. Вскоре Христофор Дорогостайский получил староства шерешевское, велёньское, мстибовское, навамлынское, дюнамундское, арендаторства яловское и курыловское.
В 1600 году от имени короля Кшиштоф Дорогостайский примирил два магнатских рода — Ходкевичей и Радзивиллов. В результате был заключен брак Януша Радзивилла с Софьей Олелькович, наследницей Клецка и Слуцка, которую опекали Ходкевичи и вопреки прежним соглашениям отказывались выдавать замуж за Радзивилла.
Участвовал в польско-шведской войне в Ливонии (1600—1611). Вначале войны за собственные средства отправил в Инфлянты 150 венгерских наемников, вербовал войско, заботился о порохе, пушках и провианте. Жителей Риги призывал к мужеству, а защиту Дюнамюнде доверил своему родственнику Ивану Островскому. На варшавском сейме 1601 года энергично обсуждал, как защищаться от шведов, и весной того же года в Жемайтии собрал отряд из 300 пехотинцев и 300 всадников, с которыми по приказу великого гетмана литовского Криштофа Радзивилла «Перуна» в конце мая прибыл в Кокенгаузен. 23 июня 1601 года в битве со шведами под Кокенгаузеном командовал правым флангом и сыграл большую роль в разгроме шведской армии. В этом сражении был трижды ранен. После битвы двинулся маршем на Дюнамюнде, где с помощью рижан вытеснил шведов из устья Двины. В дальнейшем К. Дорогостайский руководил обороной Риги до подхода польской армии под командованием Яна Замойского. В Ливонии он приобрел большую популярность, ссорился с поляками и резко выступал против квартирования польской армии в ВКЛ.
На сейме 1605 года Кшиштоф Дорогостайский выступал против поддержки Лжедмитрия I, защищал Варшавскую конфедерацию и добивался её укрепления исполнительным законом (позицию поляков называл непатриотичной). Призывал развернуть военные действия против шведов в Финляндии и с этой целью высказывался за строительство флота, просил короля разрешения на войну. В том же году во время лечения в Силезии посетил Прагу и был радушно принят императором Рудольфом II.

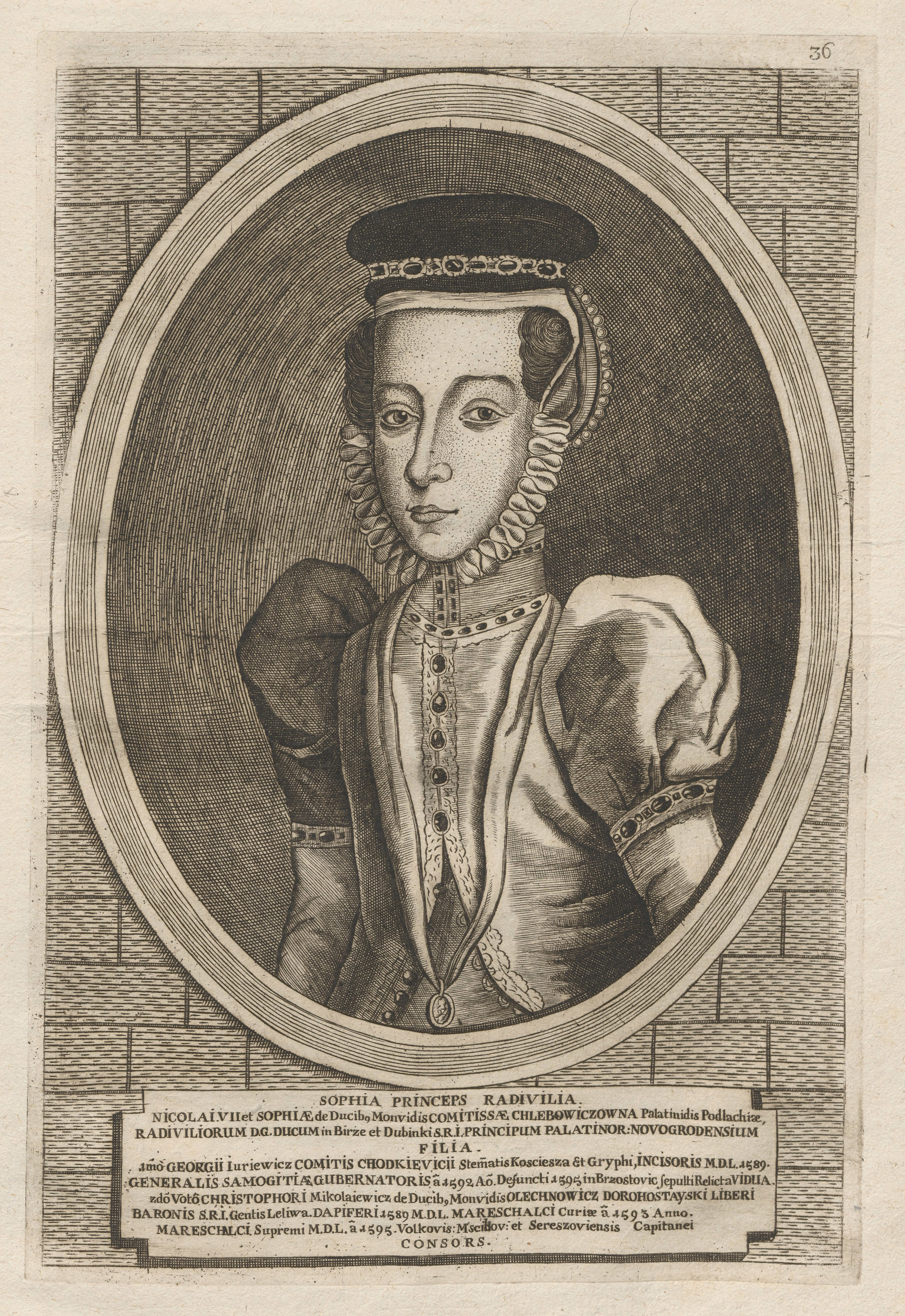
София Николаевна Радзивилл (1577—1614), 2-я жена К. Дорогостайского

На сейме 1606 года великий маршалок литовский и глава протестантов ВКЛ снова защищал Варшавскую конфедерацию. Во время рокоша Н. Зебжидовского К. Дорогостайский был сторонником создания конфедерации в ВКЛ, но свою оппозиционность держал в умеренных рамках. На сандомирский съезд он прибыл во главе военного отдела с намерением защищать Речь Посполитую и короля и выразил wotum очень «рокашава», чем снова понравился шляхте. Однако уже в 1607 году, не увидев больших шансов на успех «в этой смуте Речи Посполитой», вернулся на Варшавский сейм, где выступал против иезуитов из-за их вмешательства в государственные дела и требовал изгнать их из королевского двора.
В 1609 году на сейме К. Дорогостайский участвовал в подготовке московского похода Сигизмунда III, а в октябре находился во главе личного конного отряда с армией под Смоленском, где ему было поручено «повелевать всеми пушками и всеми шансами». Несмотря на болезнь, перед генеральным штурмом Смоленска (1611) получил командование частью северной осадной армии. При взятии города одним из первых ворвался в крепость. После нескольких тяжелых пулевых ранений в том же году нашел в себе силы защищать дела Виленского кальвинистского сбора на вильнюсском сеймике.
В 1612—1613 годах Кшиштоф Дорогостайский пытался поправить здоровье около горячих источников под Вероной, но ходил уже только на костылях. Вернувшись в Речь Посполитую, ещё занимался своими делами.
В июле 1615 года Кшиштоф Дорогостайский выехал в Силезию на горячие источники Вармбрума. По дороге он остановился во Вроцлаве, где 3 августа скончался. Вроцлавский хронист Николай Поль сообщал, что его тело, забальзамированное в медной гробу, несколько недель сохранялась в этом городе в лютеранской кладбищенской часовни св. Эльжбеты, откуда 17 сентября его перевезли в Мурованую Ошмянку. Торжественное захоронение с проповедью пастора Яна Зыгровиюша произошло там же в феврале следующего года. По завещанию тело К. М. Дорогостайского похоронили в Мурованой Ошмянке в родовом склепе, а сердце — во Вроцлавском храме.
Защищал интересы магнатов и шляхты Великого Княжества Литовского, в том числе права и свободы протестантов, требовал изгнания иезуитов из королевского двора. Как один из протекторов Реформации, К. Н. Дорогостайский финансировал кальвинистские соборы на Виленщине и Волыни.

## Семья и дети
Был трижды женат. В 1588 году первым браком женился на Софии Ходкевич (? — 1596), дочери каштеляна виленского Яна Иеронимовича Ходкевича. Брак бездетен.
В 1597 году вторично женился на Софии Радзивилл (1577—1614), дочери воеводы новогрудского Николая Радзивилла и вдове кравчего ВКЛ Ежи Ходкевича. Дети от второго брака: Дорота и Владислав.
Третьим браком женился на Александре из Верещаков (ум. 1614), от брака с которой детей не имел.

## Творчество

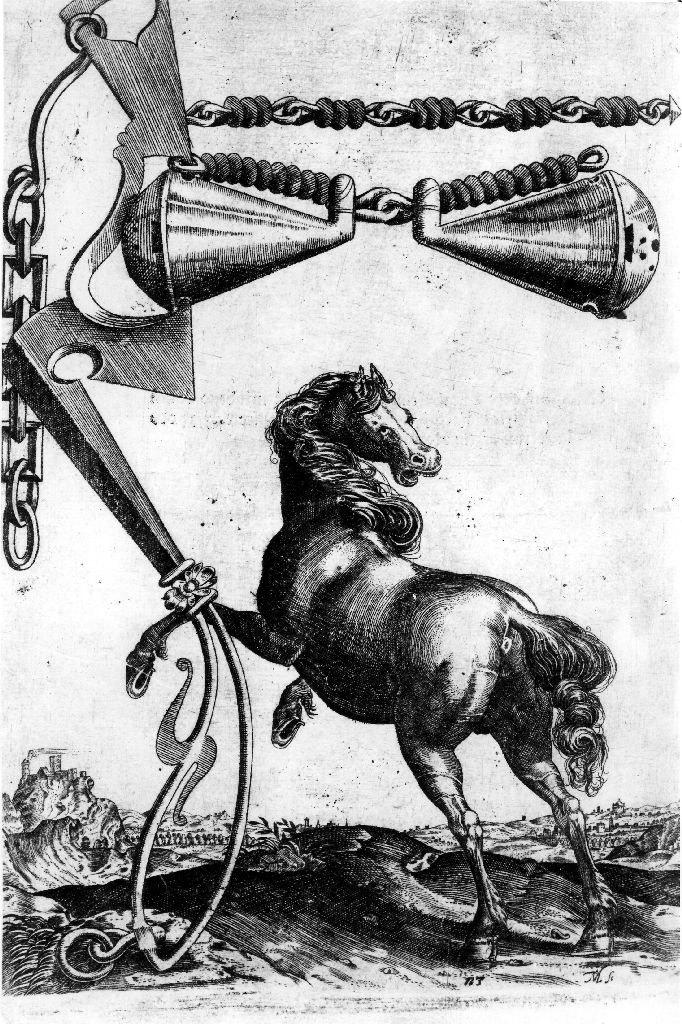
Иллюстрации Т. Маковского к книге «Гиппика, или Книга о лошадях»

Наибольшую известность К. Н. Дорогостайскому принесла написанная им книга «Гиппика, или Книга о лошадях» (Краков, 1603) — первое в Речи Посполитой пособие по коневодству и конной езде (неоднократно переиздавалась).
«Гиппика» была иллюстрирована гравюрами Томаша Маковского, она состояла из 4-х книг (частей): 1-я рассказывала о истории лошади и верховой езды, о конских мастях и приметах, о подборе производителей и выращивании племенного молодняка. 2-й том посвящён приручению и основам выездки молодых жеребцов. Третья — учение о конской сбруе с подробным описанием мундштуков, удил и тому подобного. 4-й том — «Гиппиатрия» — ветеринарный лечебник.
Кшиштоф Дорогостайский использовал труды античных авторов и своих современников, а также богатый собственный опыт, украсил текст цитатами из римских поэтов Вергилия и Марциала.
В переводе на белорусский язык «Гиппика» вышла в 2007 году. Автор перевода со старобелорусского языка — Светлана Ищенко, редактор историко-краеведческого отдела газеты «Культура». Переводы архивных документов выполнялись совместно с главным палеографам отдела древних актов Национального исторического архива Беларусь Германом Максимовичем Брегером. В подготовке книги к печати, составлении комментариев участвовала большая творческая группа: ученые НАН Беларуси, сотрудники Республиканского центра олимпийской подготовки конного спорта и коневодства, историки, языковеды и писатели.
Кроме «Гиппики», Кшиштоф Дорогостайский написал ещё несколько литературных произведений, которые в большинстве своём остались в рукописях.
В Национальной библиотеке Оссолинских во Вроцлаве хранятся рукописные юношеские вклады К. Дорогостайского на латинском, польском и древнегреческом языках, его отдельные документы. Письма К. Дорогостайского также хранятся в Национальной библиотеке в Варшаве, Главном архиве древних актов, Библиотеке Польской АН и др.